# Mohammad Amin El Mahdi
Mohammad Amin El Mahdi (sinh ngày 23 tháng 11 năm 1936) là Chánh án của Hội đồng Nhà nước Ai Cập, và là một trong những thẩm phán quốc tế từng làm việc tại Tòa án Hình sự Quốc tế về Nam Tư cũ.